# Henrik H. Lund
Henrik Hartvig Lund (født 8. september 1936 på Frederiksberg) er en dansk skuespiller, sanger og tekstforfatter.
Han har bl.a. spillet julemanden i julekalendrene Nissebanden i Grønland (1989) og Alletiders Julemand (1997), hvilket har givet ham øgenavnet "Julle". Han har også anvendt pseudonymet "L.H. Henriksen".
Sangen "Sådan en dejlig dame" med tekst af Lund kom på andenpladsen i Dansk Melodi Grand Prix 1981, og året efter kom hans sang "Når man kun er atten år" på niendepladsen.
Han er søn af forfatteren og digteren Harald H. Lund.